# Limousin (boskap)

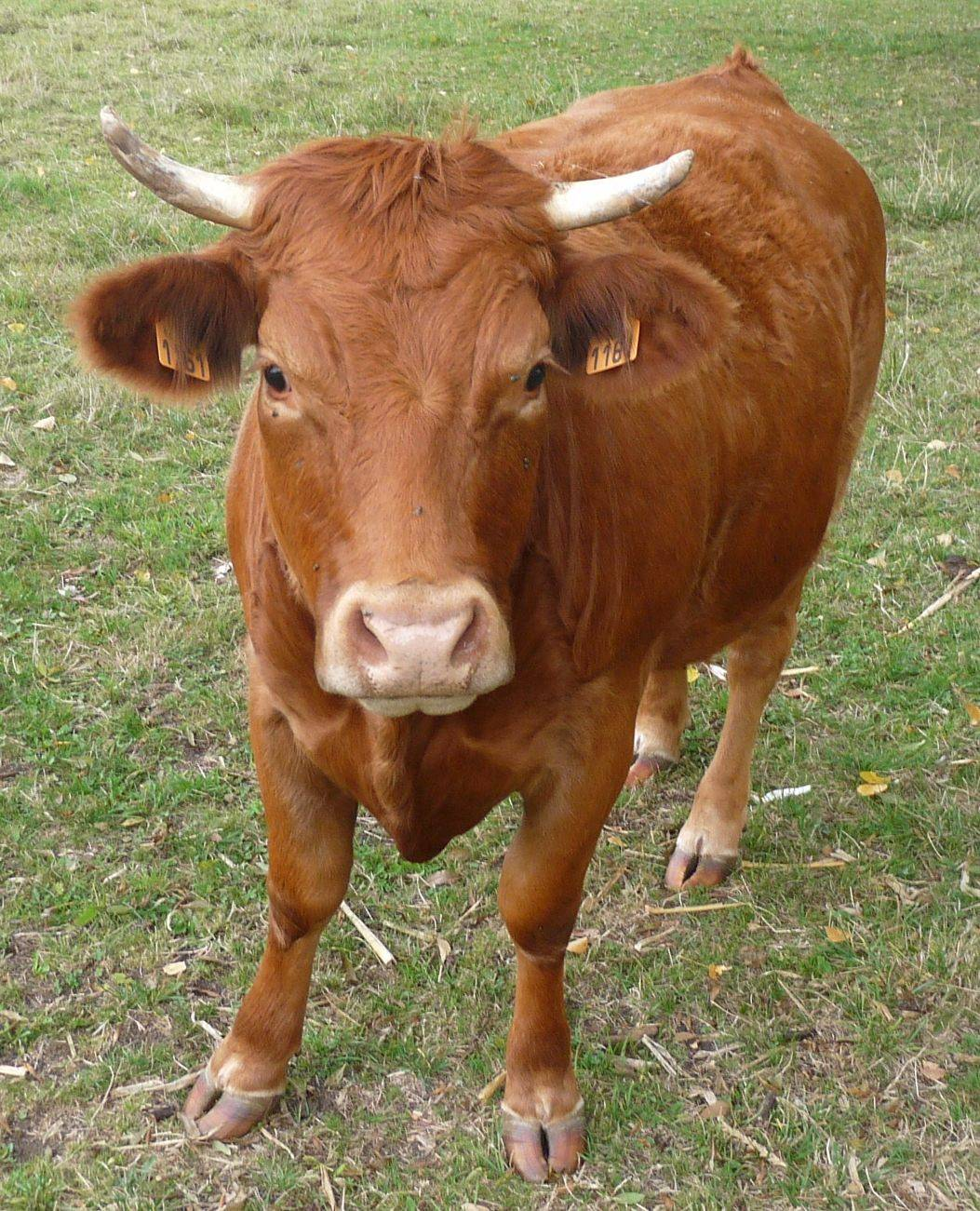
Limousinko.

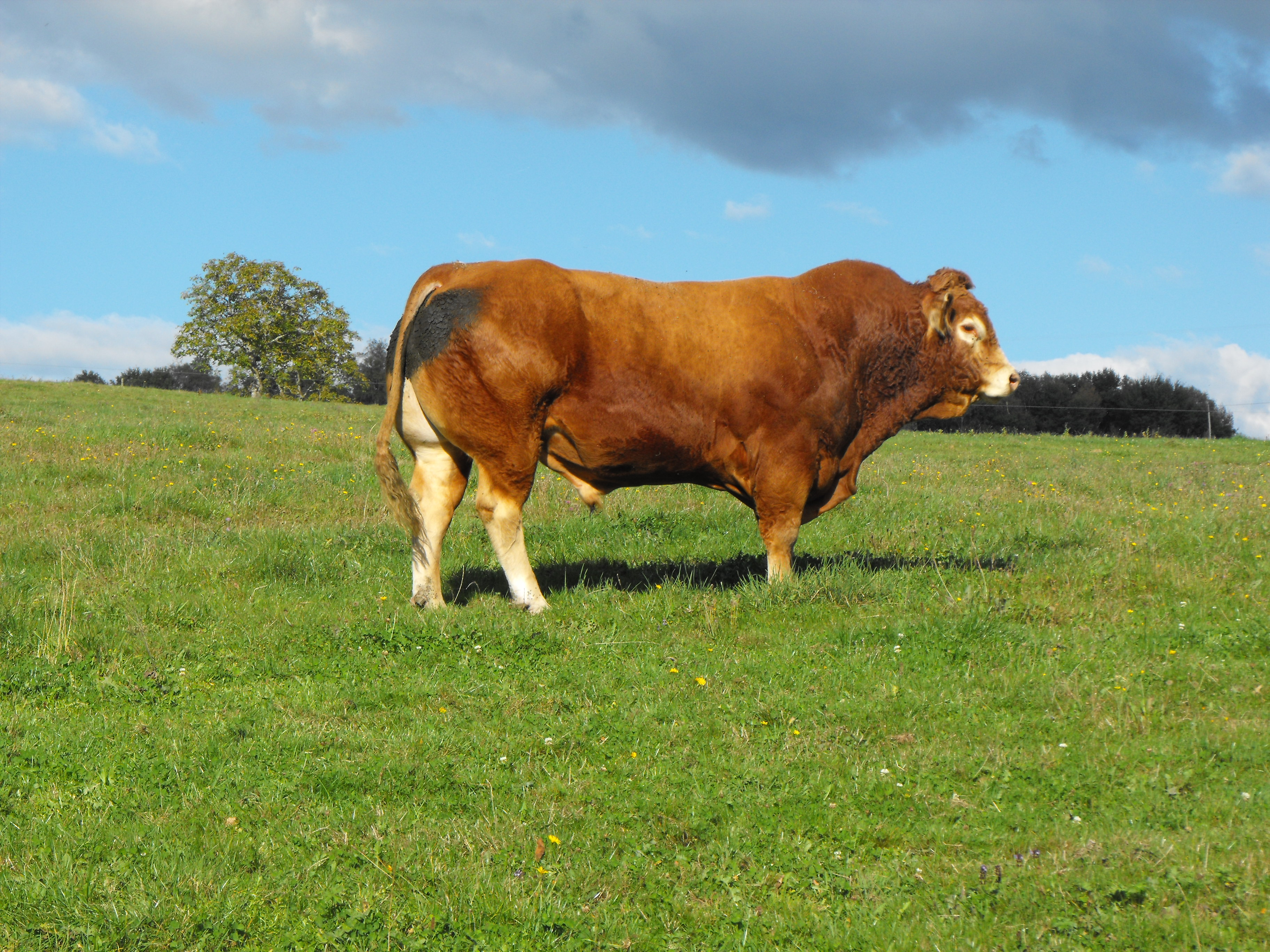
Limousintjur.

Limousin är en ras av nötboskap som härstammar från det centralfranska höglandet, med staden Limoges som centrum i Limousindistriktet. Limousinrasen är stambokförd sedan 1886 och räknas som den näst största köttrasen i Frankrike. Rasen är Sveriges fjärde största köttras sett till antalet slaktade djur per år . Kännetecknande för rasen är den gyllenbruna färgen med ljusare partier kring ögon och mule. De har en lång väl musklad rygg samt en muskulös bakdel. Korna väger 500–700 kg och räknas till de tunga köttraserna. 
Under 1600-talet användes rasen som dragdjur i kombination med köttproduktion. Utvecklingen har sedan gått mot en utpräglad köttyp. Limousin har ett högt köttutbyte och kött av hög kvalitet med en låg andel bindväv. De anses ha ett högt foderutnyttjande, lätta kalvningar samt god klöv- och benhälsa.